# Zhoa (langue)
Le zhoa est une langue bantoïde des Grassfields du groupe Ring parlée dans le Nord-Ouest du Cameroun, dans le département du Menchum, l'arrondissement de Fungom, pratiquement dans une seule localité, du même nom, Zhoa.
Parlée par environ 2 000 personnes en 1995, c'est une langue en danger (statut 6b).